# Blecua-Torres
Blecua-Torres (en castellà: Blecua y Torres) és un municipi aragonès situat a la província d'Osca i enquadrat a la comarca de la Foia d'Osca. S'originà per la fusió de les localitats de Blecua i Torres de Montes.